# Jah Thomas
Nkrumah 'Jah' Thomas est un producteur et deejay jamaïcain né à Kingston en 1955, surtout actif à l'époque rub-a-dub (1979-1985).
Jah Thomas fut une figure importante de la scène musicale jamaïcaine pendant l'ère roots des années 1970 et l'ère dancehall des années 1980. Outre avoir auto-produit plusieurs morceaux dans le milieu des années 1970, Thomas est aussi un des meilleurs producteur de l'île pour les chanteurs et les DJ. Beaucoup de ses morceaux ont fini dans les studios de King Tubby, qui transforma la richesse des rythmes de Thomas en quelques-unes des meilleurs dubs qu'ait vus la Jamaïque.

## Biographie
Né Nkrumah Thomas à Kingston, Jah Thomas fut d'abord nommé Kwame Nkrumah, en hommage à l'africain nationaliste qui sécurisa l'indépendance du Ghana (originellement Gold Coast) par rapport au Royaume-Uni au début des années 1960. Bien que peu de choses soit connues sur les premières années de Thomas, sa première incursion dans la très compétitive scène musicale de Kingston a lieu dans le milieu des années 1970. Son histoire commence dans le légendaire studio Channel One, où le potentiel de DJ coupant les pistes dans le moule des innovateurs comme U-Roy, Big Youth, ou Dillinger.

En 1973, Channel One fut créé par les frères Ernest et Joseph "Joe Joe" Hookim sur Maxfield Avenue à Kingston. Tout en sous-traitant du temps de studio à Bunny "Striker" Lee, les frères Hookim établissent leur ligne de production, en collaborant avec Sly Dunbar et Robbie Shakespeare suivis par leurs Revolutionaries comme groupe de la maison.
Le premier gros hit de Thomas est le single Midnight Rock, produit par GG Ranglin en 1976. Thomas utilise plus tard le titre de la chanson pour le nom de son propre label, Midnight Rock. Pendant les deux années suivantes plusieurs hits vont s'enchainer, dont Cricket Lovely Cricket, la mélodie de My Conversation de Slim Smith. Finalement Thomas signe un contrat avec le label Greensleeves et sort son premier LP en 1978, Stop Yu Loafin', qui est enregistré à Channel One par Joseph Hookim. Suivant la tendance de l'industrie de la musique jamaïcaine, Thomas associe plusieurs labels locaux afin de sortir des albums incluant Dance Hall Style et Dance on the Corner. À l'écoute de ces enregistrement, le style vocal bourru de Thomas ressemble au genre singing/toasting lancé par les DJ novateurs tels que Big Youth dans le début des années 1970.
À la fin des années 1970 et au début des années 1980, Thomas rejoint les rangs des producteurs contemporains de dancehall comme Henry "Junjo" Lawes, Linval Thompson, Gussie Clarke et Winston Riley. Il travaille avec ses collègues DJ, dont Ranking Toyan. Thomas produit beaucoup de chanteurs, parmi les célèbres Michael Palmer, Barrington Levy, Barry Brown, Little John, Johnny Osbourne, ou encore Sugar Minott. Les Roots Radics sont le groupe principal pour ses productions. Son matériel spécialisé dans une forme serrée et agressive d'une alchimie rythmique, va coller avec le début de l'ère dancehall des années 1980. Les meilleurs enregistrements furent pour Thompson et "Junjo" Lawes. Avec le bassiste Errol "Flabba" Holt, qui avait supervisé les enregistrements de Midnight Rock de Thomas.
Les Radics donnent l'effet grandiose de la plupart des dubs de Thomas de cette période. En plus de son travail vocal et de celui de DJ, Thomas s'avère être un excellent adepte du style d'innovation à la King Tubby. En réalité, Thomas veut mobiliser les dubbers pour quelques-uns de ses meilleurs album dub, dont King Tubby's Hidden Treasure sur Trojan, Jah Thomas Meets King Tubby in the House of Dub sur Majestic Reggae, et Inna Roots of Dub.
En plus de travailler avec King Tubby, Thomas fait plusieurs succès en dub avec Scientist, connu pour son de dub criblé d'effets rivalisant de près avec celui de son maître.

## Discographie
- Stop Yuh Loafin' (1978) Greensleeves
- Dance On The Corner (1979) Midnight Rock
- Nah Fight Over Woman (1980) Tad's
- Black Ash Dub (1980) Trojan (with The Revolutionaries)
- Tribute to the Reggae King (1981) Midnight Rock
- ''Dance Hall Connection (1982) Silver Camel
- Dance Hall Stylee (1982) Daddy Kool/Silver Camel
- Shoulder Move (1983) Midnight Rock
- Jah Thomas Meets Scientist In Dub Conference (1996) Munich
- Triston Palmer Meets Jah Thomas In Discostyle (1996) Munich
- Jah Thomas Meets King Tubby Inna Roots Of Dub (1997) Rhino
- Jah Thomas Meets The Roots Radics Dubbing (1999) Trojan
- Jah Thomas meets Barrington Levy inna Dancehall Style Culture Press
- King Tubby's Hidden Treasure(1999) Trojan (Jah Thomas & The Roots Radics)
- Lyrics For Sale - Rhino
- Prophecy Of Dub Abraham (Jah Thomas & The Roots Radics)
- Jah Thomas Meets King Tubby In The House of Dub - Majestic Reggae
- Big Dance Dub (200?) Silver Kamel
- Liquid Brass (200?) Silver Kamel
- Jah Thomas Presents... (2007) Ras Sta Reggae
- Jah Thomas Meets... (2007) Ras Sta Reggae